# Діана Месс
Діáна Мéсс — (уроджена Діáна Анатóліївна Вартáнова; 6 березня 1995 року, м. Запоріжжя, Україна) — українська співачка з Лондону, учасниця відбіркового туру на «Євробаченн-2016» від Великої Британії з композицією «World Support Ukraine».

## Біографія

### Дитинство та освіта
Народилась і росла в Запоріжжі, згодом переїхала до Великої Британії та в 2013 вступила на факультет журналістики в City University London [Архівовано 12 грудня 2017 у Wayback Machine.].

### Особисте життя
Наречений Діани, що також був її творчим наставником та продюсером, відомий запорізький журналіст, музикант, лідер гурту «Хорта» та автор неофіційного гімну Запоріжжя — Андрій Лобода помер 27 січня 2015 року після тривалої боротьби з раком підшлункової залози.

### Благодійність[1]
1 грудня 2015 року, створений Діаною Месс проект VSE.SVIT випускає новий музичний реліз на підтримку України у боротьбі проти російської агресії. Пісня «World Support Ukraine» закликає світ общину не залишатись осторонь та звернути увагу на війну, що ведеться на східній частині України — Донбасі. До треку Діана змонтувала кліп: відео співачка взяла з відкритих джерел в інтернеті, у волонтерів лондонського Євромайдану та організації Ukrainian UK TV. Кліп було заблоковано в Росії та Білорусі. Зароблені від продажів треку «World Support Ukraine» кошти співачка пообіцяла передати на гуманітарні проекти громадського руху London Euromaidan, в якому Діана бере активну участь, підтримуючи Україну та її героїв благодійними концертами та фандрайзингом. Також, українська діаспора у Лондоні випустила календар зі світлинами Діани Месс.

## Музична кар'єра

### Вихід дебютного альбому
10 травня 2013 року в Лондоні та 24 травня того ж року в Запоріжжі відбулась презентація дебютного альбому співачки «My story», який є результатом роботи цілого року. До альбому увійшли 11 пісень, 8 з яких основні, написані англійською мовою та орієнтовані на європейську аудиторію, і 3 бонус-треки створені російською мовою. Тексти усіх пісень написала сама Діана, а продюсером став Андрій Лобода.

### Творча співпраця
5 червня 2015 року виконавиця Діана Месс разом з гуртами Тартак та ТНМК представляють слухачам свій спільний інтернет проект — композицію під назвою «Нам Пощастить». Це пісня про велике кохання, що сильніше за всі негаразди, за всі біди. Тартак, ТНМК та Діана Месс присвятили трек Андрію Лободі, який і написав цю пісню. Оскільки Андрій не встиг записати трек, як планувалось, в цьому складі, друзі музиканта зробили це без нього, але на його честь. Продюсером проекту стала Діана Месс, що була нареченою Андрія Лободи. Саме вона запропонувала доробити те, що не закінчив музикант, і запросила до участі Сашка Положинського та Олександра Сидоренко з Олегом Михайлютою.

### Відбір на «Євробачення-2016» від Великої Британії
Брала участь у відбірковому турі на «Євробаченні — 2016» від Великої Британії з композицією World Support Ukraine, але відбірковий тур не пройшла. Діана написала листа [Архівовано 11 серпня 2020 у Wayback Machine.] англійській королеві Єлизаветі II про участь у «Євробаченні — 2016» з піснею «World, Support Ukraine (Russians Go Home)» та про ситуацію в Україні, і отримала від неї відповідь.

### Проект «VSE.SVIT»
27 липня 2016 року співачка презентувала свій музичний проект VSE.SVIT [Архівовано 30 липня 2020 у Wayback Machine.] в центрі Лондона. Через півтора роки після смерті Андрія Лободи, в клубі 229 THE VENUE, прозвучали нові пісні, які Діана Месс присвятила Андрію. VSE.SVIT — це народження нового альбому, початок нової музичної історії в житті співачки. Цей музичний реліз співачка готувала протягом року. Альбом, умовно розділений на 3 частини, отримав такі ж назви: Раз, Два, Три.

## Треки
- 2013 — Wait
- 2013 — Song for you
- 2013 — If I had a chance
- 2013 — Take me away
- 2013 — На захід (Go West)
- 2013 — All together
- 2013 — Come on and Kiss
- 2013 — Холодно
- 2014 — Fight till the end
- 2014 — Гулять по воде (Апостол)
- 2015 — Monsoon
- 2015 — Тартак & ТНМК & Діана Месс — Нам Пощастить
- 2015 — VSE.SVIT — World Support Ukraine
- 2016 — VSE.SVIT#1 — Вітер (Колискова)
- 2016 — VSE.SVIT#2 — Ha Zero
- 2016 — VSE.SVIT#3 — Париж (Хорта)
- 2017 — Сентябрь

## Кліпи
- 012 — «It's my story» [Архівовано 11 серпня 2020 у Wayback Machine.]
- 2013 — «…и понеслось!»
- 2013 — «If I Had a Chance»
- 2016 — «World Support Ukraine (Russians Go Home)» [Архівовано 30 липня 2020 у Wayback Machine.]
- 2022 -  We won’t back down (VSE.SVIT feat. Diana Mess & Sam Grant)